# Iázide ibne Almoalabe
Iázide ibne Almoalabe Alazedi (em árabe: يزيد بن المهلب; 672/73 – 24 de agosto de 720) foi um comandante e estadista do Califado Omíada no Iraque e Coração no início do século VIII. Em 720, liderou a última de uma série de rebeliões iraquianas em larga escala contra os omíadas.
Ele sucedeu seu pai, o proeminente general Almoalabe ibne Abi Sufra, como governador do Coração, em 702. Em 704, Iázide foi demitido e preso pelo vice-rei omíada Alhajaje ibne Iúçufe. Escapou em c. 708–709 e obteve asilo com o príncipe da omíada Solimão ibne Abedal Maleque na Palestina. Quando Solimão ascendeu como califa em 715, nomeou Iázide governador do Iraque. Sua autoridade era limitada a assuntos militares e religiosos, com o tesouro provincial chefiado por Sale ibne Abderramão, que restringia os gastos luxuosos de Iázide. No ano seguinte, o mandato de Iázide foi estendido ao Coração, tornando-o vice-rei prático da metade oriental do califado. Adotou uma abordagem partidária, perseguindo parentes e nomeados de Alhajaje e distribuindo quase exclusivamente o poder entre a facção iemenita à qual sua tribo, os azeditas, pertencia, em detrimento da facção rival caicita–modarita. Em 716, liderou campanhas militares de meses de duração para conquistar os principados iranianos da costa sul do Cáspio, que haviam escapado dos exércitos árabes anteriores. Seu sucesso inicial foi revertido por uma aliança militar iraniana sob Farrucã, o Grande e ele se contentou com um acordo tributário.
Quando Solimão morreu, Iázide foi preso por seu sucessor, o califa Omar II. Após a morte deste último em 720, Iázide escapou da prisão para evitar maus-tratos pelo próximo califa, Iázide II, um parente de Alhajaje. Ele se estabeleceu na fortaleza de sua família em Baçorá, uma das principais capitais e guarnições do Iraque, após o que declarou guerra santa contra os omíadas e as tropas sírias nas quais seu poder repousava. Ganhou um grande número de seguidores em Baçorá e na outra guarnição principal do Iraque, Cufa, com apoio em todo o espectro tribal e entre os elementos religiosos e não árabes (maulas) da população. A rebelião foi facilmente derrotada pelo exército sírio do general omíada Maslama ibne Abedal Maleque. Iázide foi morto e sua família moalábida foi caçada, com muitos de seus membros mortos. A quase eliminação dos moalábidas e a subsequente dominação pelos caicitas-modaritas no Iraque e no leste foi uma humilhação para os iemenitas e a vingança pelos moalábidas se tornou um grito de guerra entre os iemenitas do Coração durante a Revolução Abássida que derrubou os omíadas em 750.

## Vida

### Primeiros anos
Iázide nasceu em 672 ou 673. Seu pai, Almoalabe ibne Abi Sufra, pertencia à tribo árabe dos azeditas, historicamente baseada em Omã, mas cujos membros estabeleceram uma presença significativa em Baçorá, uma das duas principais cidades de guarnição árabes da Iraque em meados do final do século VII; o outro principal centro de guarnição e capital do Iraque era Cufa. A linhagem real de Almoalabe dos azeditas é contestada nas fontes tradicionais, e seu pai, Abu Sufra, era provavelmente um tecelão ou marinheiro persa que foi acolhido pelos azeditas por sua destreza militar. A mãe de Iázide era filha de um azedita, Saíde (ou Iázide) ibne Cabiça ibne Sarraque.
Almoalabe participou da primeiras conquistas muçulmanas no Irã durante os reinados dos califas Omar (r. 634–644) e Otomão (r. 644–656) e no Sijistão sob o califa omíada Moáuia I (r. 661–680). Após o colapso do governo omíada no Iraque em 684, em meio à Segunda Guerra Civil Muçulmana, o contracalifa baseado em Meca Abedalá ibne Zobair ganhou reconhecimento lá e Almoalabe serviu sob o irmão de ibne Zobair, Muçabe, que governou o Iraque de Baçorá. Durante este período, Almoalabe foi o principal general nos esforços de guerra de baçorano contra os azaricas carijitas no Irã. Iázide começou sua carreira militar lutando sob o comando de seu pai durante essas campanhas. Em 691, a Omíadas retomaram o controle do Iraque e mantiveram Almoalabe em seu papel contra os azaricas até derrotá-los em 698.

### Governador do Coração
Iázide continuou a servir sob seu pai quando foi nomeado governador de Coração, a província da fronteira oriental do califado, pelo vice-rei omíada do Iraque e do califado oriental ('o Oriente'), Alhajaje ibne Iúçufe, em 698. Após a morte de seu irmão Almuguira ibne Almoalabe, que estava encarregado dos assuntos fiscais do Coração, Iázide foi enviado por seu pai para a capital provincial de Marve para cuidar dos negócios, enquanto seu pai sitiava a fortaleza de Quixe na Transoxiana. Almoalabe morreu em 702 e Alhajaje nomeou Iázide em seu lugar. Nem Almoalabe, nem Iázide efetuaram quaisquer conquistas significativas durante seus mandatos em Coração. Após dois anos de luta, Almoalabe fez um acordo tributário com Quixe e retirou-se para Marve, enquanto Iázide é creditado pelo historiador do século VIII Almadaini por capturar uma fortaleza na área de Badghis ao sul de Marve do príncipe budista heftalita Nizaque em 703 ou 704.
Almoalabe e Iázide recusaram as súplicas do nobre iraquiano ibne Alaxate para se juntar à sua revolta contra Alhajaje e o governo omíada em 700-701. Quando a revolta foi suprimida por Alhajaje e seus reforços sírios, que eram o esteio militar dos califas omíadas, Iázide interceptou rebeldes que tinham escapado para o Coração do Iraque. Adotando uma abordagem partidária para os rebeldes, libertou aqueles afiliados à facção tribal-política iemenita à qual sua tribo azedita pertencia, enquanto enviava aqueles do rival caicita–modarita para Alhajaje para punição.[carece de fontes?]

#### Demissão e prisão
Apesar de demonstrar lealdade, Iázide foi demitido por Alhajaje em 704, ajudando este último a firmar sua autoridade sobre o Coração. Alhajaje estava cauteloso com Iázide devido ao prestígio dele e de sua família moalábida e sua base de poder entre os membros da tribo azedita, que eram um componente importante das tropas em Baçorá e Coração. Após a supressão de ibne Alaxate, os moalábidas foram "a última família iraquiana de grande importância", de acordo com o historiador Martin Hinds. Iázide recusou várias intimações de Alhajaje para seu assento em Uacite, mas Alhajaje conseguiu, após muita persuasão, obter a ordem de demissão do califa Abedal Maleque (r. 685–705). Iázide se apresentou à convocação de Alhajaje em abril ou maio de 704; seu substituto inicial por Alhajaje, seu irmão Almufadal ibne Almoalabe, foi demitido depois que Iázide entrou na custódia de Alhajaje e foi substituído pelo protegido de Alhajaje Cutaiba ibne Muslim. Simultaneamente à demissão e prisão de Iázide, Alhajaje demitiu seu irmão Habibe do subgoverno da Carmânia e outro irmão, Abedal Maleque, como chefe de seu xurta (tropas selecionadas).

### Asilo na Palestina
Iázide e seus irmãos foram levados por Alhajaje para Rustucabade no distrito de Avaz, na fronteira com Baçorá, onde ele estava supervisionando uma campanha contra os curdos em 90 AH (708 ou 709 EC). Os moalábidas conseguiram escapar e chegaram a um lugar perto de Baçorá, de onde seguiram em direção à Síria. Eles se refugiaram em Palestina com seus companheiros azeditas, que eram um componente considerável da soldadesca tribal árabe no distrito, sob os nobres Uaibe ibne Abderramão e Sufiane ibne Soleime. Ambos eram servos do príncipe omíada e governador da Palestina, Solimão ibne Abedal Maleque, irmão e sucessor do califa Ualide I (r. 705–715). O azedita facilitou o asilo de Iázide com Solimão.
Solimão pagou a grande multa que Iázide devia a Alhajaje e intercedeu em seu nome junto ao califa, que deu a Iázide aman (salvo conduto). De acordo com a narrativa geral nas fontes, Iázide foi enviado acorrentado à corte de Ualide em Damasco com o filho de Solimão Aiube e uma carta de Solimão solicitando que respeitasse o asilo que forneceu a Iázide. Ualide afirmou e instruiu Alhajaje a encerrar suas perseguições contra os moalábidas.
Durante o período em que Iázide permaneceu com Solimão na Palestina, Tabari fornece os contraditórios "nove meses" e até que Alhajaje morreu em julho de 714, enquanto a versão de ibne Catir esclarece que ele permaneceu até que Alhajaje morreu. O historiador Julius Wellhausen observa que Solimão "ficou completamente sob sua influência e se deixou ser ainda mais preconceituoso por ele contra Alhajaje", que apoiou os esforços malsucedidos de Ualide para substituir Solimão por seu próprio filho, Abdalazize ibne Ualide, na linha de sucessão.

### Vice-rei do Oriente
Solimão concordou após a morte de Ualide em 715 e nomeou Iázide governador do Iraque, no lugar do governador interino, o lealista de Alhajaje, Iázide ibne Abi Muslim. Ele inicialmente assumiu o cargo em Uacite, e "rapidamente despertou oposição ... por causa de suas exigências e governo arbitrário", de acordo com o historiador C. E. Bosworth. Iázide estava cauteloso em atrair a ira dos iraquianos ao imitar a rigorosa política de tributação de Alhajaje, mas também em ficar aquém das receitas se relaxasse as cobranças. A seu pedido, o califa o destituiu da autoridade fiscal e nomeou Sale ibne Abderramão, um funcionário tributário de carreira, para chefiar o tesouro provincial, deixando Iázide para chefiar os assuntos militares e religiosos. Sale respondia diretamente a Solimão e tinha sua própria guarda síria. Ele recusou consistentemente os pedidos exorbitantes de Iázide ao tesouro.
Buscando evitar as restrições financeiras de Sale, Iázide persuadiu o califa a se mudar para o Coração em meados de 716. Embora se livrar da supervisão de Sale tenha sido o motivo atribuído a Iázide pelas fontes tradicionais, os estudiosos modernos consideram o potencial para maiores lucros no Coração e um apoio tribal mais forte lá como motivos adicionais. Na época, o Coração era efetivamente governado pelo chefe tribal tamimita Uaqui ibne Abi Sude por nove meses. Ele havia sido escolhido pelas tropas do Coração para liderá-las após seu motim contra Cutaiba, que foi morto tentando se revoltar contra Solimão logo após sua ascensão. Para justificar sua substituição, Iázide persuadiu Solimão de que Uaqui era um beduíno rude, sem capacidade administrativa. Além de Coração, Iázide manteve o governo do Iraque e, assim, tornou-se o vice-rei prático do Oriente. Nas palavras do historiador Muhammad Abdulhayy Shaban, ele se tornou "o próprio Alhajaje de Solimão".
Bosworth comenta que em Coração, distante do centro de poder do califa e com o sólido apoio dos soldados azeditas, Iázide "podia discriminar os tamimitas e outras tribos árabes do norte e podia se envolver em práticas financeiras ilícitas". As tropas de Coração foram em grande parte retirados da guarnição de Baçorá e eram compostos principalmente por cinco grupos tribais cada vez mais divididos em duas facções: os tamimitas e caicitas da facção modarita 'do norte' e os rivais bacritas e Abde Alcais, ambos agrupados sob os rebiaítas, e os azeditas 'do sul' (iemenitas). De acordo com o historiador Gerald Hawting, o período de Iázide no cargo está associado ao "surgimento do faccionalismo modarita e iemenita no leste", ou seja, no Iraque e no Coração. Iázide demitiu todos os nomeados de Alhajaje.
Iázide perseguiu os parentes e subordinados de Cutaiba em Coração. No Iraque, ordenou que Sale supervisionasse a prisão e tortura dos parentes de Alhajaje, incluindo o conquistador de Sinde, Maomé ibne Alcácime, que foi morto; a tortura foi administrada pelo irmão de Iázide, Abedal Maleque. Ele instalou seus leais por todo o Oriente: das dezessete nomeações feitas por ele, quatorze foram para iemenitas e uma para um rebiaíta, um aliado iemenita. Sua deferência e promoção aos azeditas podem ter surgido do desejo dele e dos moalábidas de se assegurarem como líderes da tribo, apesar de sua "origem bastante obscura", de acordo com Hawting. O tempo de Iázide no cargo representou o auge do poder moalábida. Ele nomeou seus irmãos Habibe, Maruane, Mudrique e Ziade como os respectivos subgovernadores de Sinde, Baçorá, Sijistão e Omã, enquanto seu filho Mucalade governou Coração na ausência de Iázide.

#### Campanhas em Gurgã e Tabaristão
Cutaiba ganhou renome por liderar as tropas de Coração para grandes conquistas na Transoxiana, a enorme região além do rio Oxo. De acordo com o historiador Hugh N. Kennedy, "não há dúvida de que Iázide queria imitá-lo e mostrar que ele poderia liderar exércitos contra os descrentes e recompensá-los com abundantes saques". No início de 716, Iázide tentou conquistar os principados de Gurgã e Tabaristão, localizados ao longo da costa sul do Mar Cáspio. Governadas por dinastias iranianas locais e protegidas pelas Montanhas Alborz, essas regiões permaneceram amplamente independentes do governo muçulmano, apesar das repetidas tentativas de subjugá-las. A campanha durou quatro meses e envolveu um exército de 100 mil homens reunidos nas guarnições de Cufa, Baçorá, Rai, Marve e Síria. Ela marcou a primeira mobilização de tropas sírias, a facção militar de elite do califado, para o Coração.
O primeiro alvo da campanha foi os assentamentos isolados do Daestão, ao norte do rio Atreque. Lá, Iázide bloqueou os defensores da região, consistindo principalmente de turcos chol. De acordo com uma versão dos eventos, o degã pediu paz, obtendo anistia de Iázide para ele, sua família e gado. Iázide entrou em seu território, levando milhares de cativos, incluindo cerca de 14 mil turcos que ele executou. Em outra versão, o líder de Daestão havia se retirado para uma pequena ilha fortificada no Cáspio e feito termos com Iázide, envolvendo tributos significativos, após um cerco de seis meses. Uma vez que os turcos foram derrotados, Iázide procedeu à subjugação de Gurgã, que caiu com pouca resistência, em parte porque parte da população iraniana estava receptiva à proteção árabe dos turcos. Ele garantiu o controle de Gurgã fundando uma cidade lá (moderna Gombade-e Cavus).
Em seguida, Iázide avançou ao Tabaristão, cujos defensores historicamente repeliram tentativas de exércitos árabes muçulmanos de entrar nas estreitas passagens das montanhas que protegiam sua terra natal. Lá, o sucesso inicial de Iázide foi revertido pelo governante de Tabaristão, Farrucã, o Grande, e sua coalizão das vizinhas Dailão e Guilão, ambas regiões adjacentes ao Cáspio a noroeste de Tabaristão, em confrontos posteriores naquele ano. Depois de derrotar os defensores nas planícies, as tropas de Iázide foram atacadas pelos defensores enquanto subiam as montanhas. Embora não tenham infligido pesadas baixas aos árabes, muitos destes últimos morreram caindo em ravinas durante a retirada caótica. Estimulado pela vitória de Farrucã, o povo de Gurgã se revoltou contra a pequena guarnição árabe que havia sido deixada lá e o exército de Iázide quase foi cercado e aniquilado. Nas palavras de Kennedy, "Somente alguma diplomacia inteligente permitiu que ele [Iázide] fizesse um acordo de paz, que poderia ser retratado como um sucesso". Em troca de um acordo tributário com Farrucã, Iázide retirou as tropas muçulmanas da região. O Tabaristão permaneceu independente do domínio árabe até 760, quando foi conquistado pelos abássidas, os sucessores dos omíadas, mas permaneceu uma província inquieta dominada por dinastias locais.

#### Segunda demissão e prisão
Em uma carta, Iázide parabenizou Solimão pelas conquistas de Tabaristão e Gurgã, que haviam escapado aos califas anteriores até que "Deus fez esta conquista em nome" de Solimão. Ele relatou despojos substanciais das campanhas, declarando que o quinto habitual do butim devido ao califa era de seis milhões de dirrãs. Esta enorme soma era um exagero arrogante. Como a campanha de Iázide no Tabaristão foi abortada, a maior parte do butim deve ter vindo de Gurgã, de acordo com o historiador Khalid Yahya Blankinship. A carta não chegou ao califa, que morreu em setembro de 717, e foi recebida pelo sucessor de Solimão, Omar II (r. 717–720). Quando Iázide não encaminhou ao califa seu quinto dos despojos das campanhas do Cáspio, Omar o chamou de volta de Coração e o aprisionou em Alepo por supostamente roubar esses despojos. O vice-reinado do Oriente foi dividido, com Aljarrá ibne Abedalá nomeado sobre Coração, Adi ibne Arta Alfazari sobre Baçorá e um membro da família do califa Omar sobre Cufa chamado Abde Alhamide ibne ABderramão ibne Zaide ibne Alcatabe.

### Rebelião contra os omíadas
Ao ouvir que Omar estava gravemente doente ou que seu sucessor designado, Iázide II (r. 720–724), havia consentido, Iázide escapou da prisão. Ele temia a punição do novo califa por seu papel na tortura e morte de membros da família de Alhajaje, os parentes do califa. O califa há muito tempo tinha suspeitas, alimentadas por Alhajaje, da influência e ambições de Iázide e da família moalábida no Iraque e no Califado oriental.
Iázide fugiu para Baçorá, a fortaleza tribal e sede de sua família, fugindo de seus perseguidores caicitas na Jazira (Alta Mesopotâmia) e da guarnição cufana ao longo do caminho. O governador de Baçorá, ibne Artate, prendeu muitos irmãos e primos de ibne Almoalabe antes de sua chegada à cidade. Ele avançou contra Iázide quando este se aproximou da cidade, mas não conseguiu impedir a entrada de Iázide. Com o apoio de seus aliados tribais iemenitas em Baçorá, Iázide sitiou ibne Artate na cidadela da cidade. Iázide então tomou a cidadela, capturou o governador e estabeleceu o controle sobre Baçorá. Os soldados modaritas, apesar de sua rivalidade com os iemenitas e má disposição em relação a Iázide, não se opuseram ativa ou efetivamente a ele. O faccionalismo tribal não foi um fator decisivo no recrutamento de Iázide: embora muitos dos azeditas o apoiassem, vários se opuseram à sua oferta e ele não obteve apoio dos iemenitas na Síria, enquanto muitos soldados modaritas em Baçorá e em outros lugares do Iraque se juntaram a ele.
O califa perdoou Iázide, mas ele manteve sua oposição, declarando guerra santa (jiade) contra o califa e as tropas sírias que historicamente impuseram o governo omíada no Iraque. Por meio desse apelo, ganhou apoio entre os oponentes religiosos do governo omíada, incluindo alguns carijitas. Entre os últimos estava Assumaida Alquindi. A maioria dos leitores piedosos do Alcorão e os maulas (muçulmanos não árabes convertidos) de Baçorá apoiaram a causa de Iázide, com exceção do proeminente estudioso Haçane de Baçorá.
Omar II provavelmente havia retirado a maioria dos sírios de Uacite, sua principal guarnição iraquiana, e Iázide capturou a cidade com relativa facilidade. No verão, ganhou o apoio das dependências de Baçorá, a saber, Avaz, Pérsis e Carmânia, embora não o Coração, onde as tropas modaritas contrabalançaram o facção pró-moalábida iemenita nas guarnições da província. Iázide então avançou em direção a Cufa, onde atraiu apoio em todo o espectro tribal e entre muitas de suas nobres famílias árabes, incluindo as famílias de Alaxate e Maleque Alastar. No entanto, o apoio cufano não foi unânime, e o governador da cidade tomou posição em Nucaila, na periferia sul de Cufa, para bloquear o avanço de Iázide.
Nesse meio tempo, Iázide II despachou seu irmão e sobrinho, os comandantes veteranos Maslama ibne Abedal Maleque e Alabás ibne Alualide, para suprimir a revolta com o exército sírio. Eles cruzaram o rio Eufrates e acamparam perto da posição de Iázide, que estava situada num lugar chamado Alacre (lit. "o Castelo), perto da Babilônia. De acordo com Hawting, neste ponto, os piedosos apoiadores de Iázide, liderados por Assumaida e o Murjiita Abu Rabu, tornaram-se um fardo, pois insistiram que Iázide primeiro permitisse que os sírios se arrependessem com base no Alcorão e na Suna, em vez de montar um ataque contra eles. Suas ações lembravam a demanda dos piedosos apoiadores do califa Ali na Batalha de Sifim contra os sírios em 657. Tendo perdido a confiança em suas tropas como resultado disso, Iázide supostamente se desesperou por sua dependência dos numerosos iraquianos em vez dos azeditas do Coração.
As hostilidades começaram em 24 de agosto, quando Maslama cruzou a ponte sobre o Eufrates em direção ao acampamento de Iázide e queimou a ponte atrás dele. Começando com os tamimitas de Cufa, os iraquianos abandonaram o campo. Desconsiderando o conselho de seu conselho para recuar para Uacite e se reagrupar, Iázide e alguns de seus apoiadores confrontaram os sírios e foram mortos, junto com dois de seus irmãos e Assuaida. Aproximadamente duzentos prisioneiros de guerra foram capturados do acampamento de Iázide e executados por ordem do califa. O filho de Iázide, Moáuia, retaliou com a execução de ibne Artate e seus trinta apoiadores encarcerados em Uacite. Numerosos fugitivos do exército de Iázide fugiram em direções diferentes, com os moalábidas e alguns dos nobres cufanos escapando primeiro para Baçorá e de lá pegando barcos para Carmânia e, finalmente, para Candabil em Sinde. As autoridades omíadas perseguiram e mataram muitos dos moalábidas, incluindo nove a quatorze meninos que foram enviados a Iázide II e executados por sua ordem. 

#### Rescaldo
Nas palavras de Kennedy, Iázide "foi talvez o único líder indígena iraquiano a ter sobrevivido ao governo de Alhajaje" e foi "o último dos campeões iraquianos do velho estilo". Como antes sob o califa Ali (r. 656–661), o governante zobaírida Muçabe ibne Zobair (r. 685–691) e ibne Alaxate, as divisões entre os iraquianos sob Iázide permitiram que os omíadas e suas tropas de elite sírias os derrotassem e impusessem seu governo no Iraque. A supressão de sua revolta marcou a última das grandes revoltas antiomíadas no Iraque. A derrota dos moalábidas e as sucessivas nomeações para o governo do Iraque do pró-caicitas Maslama e, logo depois, do tenente de Maslama, o fiel caicita Omar ibne Hubaira, pelo califa sinalizaram um triunfo para a facção modarita na província e suas dependências orientais. De acordo com Wellhausen, "a proscrição de toda a proeminente e poderosa família [moalábida], uma medida até então inédita na história dos omíadas [sic], veio como uma declaração de guerra contra a [facção] do Iêmen em geral, e o corolário era que o governo estava degenerando num governo partidário caicita". As tribos iemenitas do Coração viram os eventos como uma humilhação e durante a Revolução Abássida que derrubou os omíadas em 750, adotaram como um de seus slogans "vingança pelos Banu Moalabe [moalábidas]".